# O Grupo do Leão (Columbano)
O Grupo do Leão é uma pintura a óleo sobre tela do pintor naturalista português Columbano Bordalo Pinheiro (1857-1929) datada de 1885 e conservada no Museu Nacional de Arte Contemporânea em Lisboa.
A pintura de grandes dimensões representa um grupo de artistas e escritores amigos e conhecidos que frequentavam havia cerca de uma década a cervejaria Leão de Ouro, localizada na rua 1º de Dezembro, em Lisboa, e daí o título da obra e a designação do próprio conjunto de intelectuais como o Grupo do Leão. O quadro foi pintado para ser exposto na própria cervejaria, no âmbito de uma nova decoração a que foi sujeita. O retrato do grupo, o único desta geração naturalista de Lisboa, esteve exposto na dita cervejaria até 1945.

## Descrição
No quadro estão representados, da esquerda para a direitaː
- Sentados: Henrique Pinto (1853-1912), pintor, José Malhoa (1855-1933), pintor, João Vaz (1859-1931), pintor, Silva Porto (1850-1893), pintor, António Ramalho (1859-1916), pintor, Moura Girão (1840-1916), pintor, Rafael Bordalo Pinheiro (1846-1905), caricaturista, logo abaixo do irmão/autor da obra; e por fim com a mão apoiada no quadril Rodrigues Vieira (1856-1898), escultor;

- De pé: Ribeiro Cristino (1858-1948), pintor, Alberto d'Oliveira (1861-1922), escritor, o empregado de mesa Manuel Fidalgo, Columbano Bordalo Pinheiro (1857-1929), pintor, de cartola (autoretrato), António Monteiro, o proprietário da cervejaria, e Cipriano Martins (?-1886/7), pintor.

Segundo Pedro Lapa, Columbano terá visto, em Paris, a Homenagem a Delacroix (1864) e a Esquina de mesa (1872), ambos de Fantin-Latour (e em Galeria), e certamente que estes retratos colectivos o terão inspirado. O fundo claro e abstracto realça o recorte das figuras, tendo o Autor seguido uma economia tonal monocromática. Ainda segundo Pedro Lapa, as figuras apresentam-se com poses individuais de retrato ou trazidas de outras fontes para inserção no conjunto, como se de montagem, ou mesmo colagem, se tratasse. Para o desenvolvimento da obra, Columbano terá recorrido a uma fotografia de 1883 em que constam alguns dos representados, bem como alguns personagens terão posado propositadamente, e até mesmo, talvez no caso do empregado de mesa, o artista tenha desenhado e tirado apontamentos ao natural e posteriormente pintado.

## História
A obra foi adquirida em 1953 pelo Estado a Ramos da Costa, por 400.000$00 na moeda de então, tendo na altura Assis Chateaubriand, fundador do Museu de Arte de São Paulo, e o banqueiro Artur Cupertino de Miranda, manifestado também interesse na sua aquisição.
Faziam ainda parte do Grupo do Leão, mas não foram representados no quadro de Columbano, os seguintes artistasː
Abel Botelho (1854-1917), escritor; 
Bulhão Pato (1829-1912), poeta;
Emídio de Brito, escritor;
Fialho de Almeida (1857-1911), escritor;
João Anastácio Rosa (1812-1884), actor e escultor;
Leandro Braga (1839-1897), entalhador;
Mariano Pina (1860-1899), escritor;
Monteiro Ramalho (1862-1949), escritor.

## Galeria

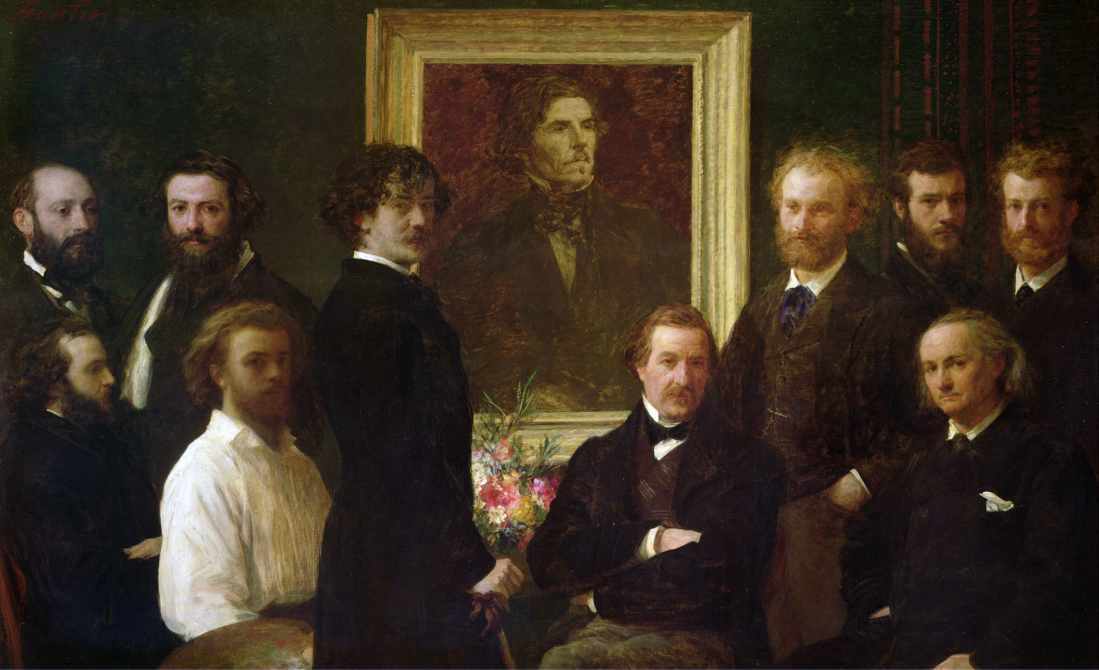
Homenagem a Delacroix (1864), Henri Fantin-Latour, Museu de Orsay, Paris.
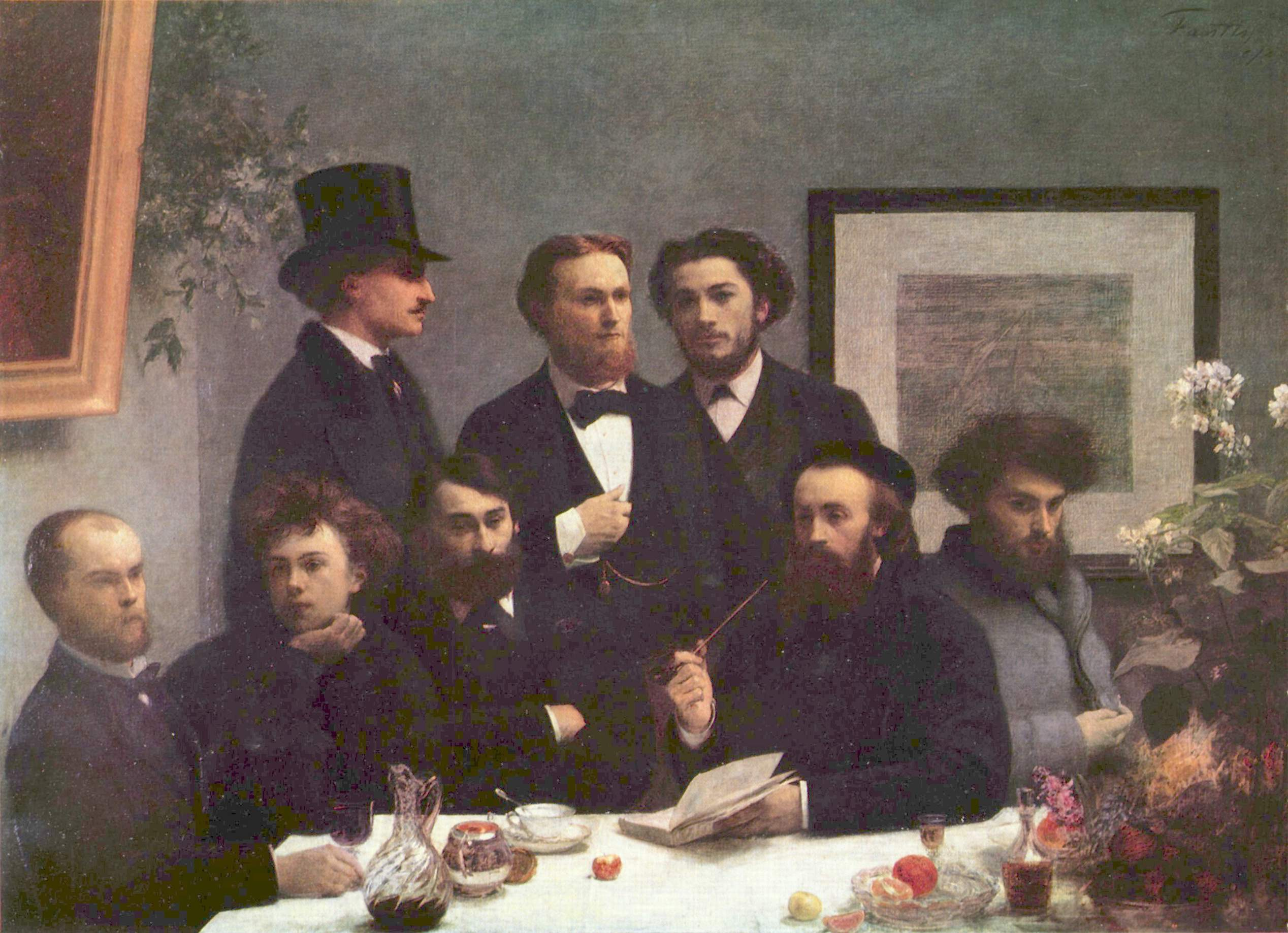
Esquina de mesa (1872), Henri Fantin-Latour, Museu de Orsay, Paris.